# John Wilheim Ivimey
John Wilheim Ivimey (1868-1961) fou un compositor anglès. Va col·laborar en els magazins Strand, Cassell i d'altres. Ajudant d'organista en el Wellington College d'Oxford (1888), i el (1896)-(1902) fou cap del departament de música del Politècnic de Chelsea; el 1906 organista del Col·legi Dulwich; el 1915 director d'orquestra i organista del Col·legi de Cheltenham; el 1904 membre honorari de la Reial Acadèmia Filharmònica de Roma.

## Obres
A més de música de cambra va compondre:
- The Rose of Lancaster, (Òpera)

Operetes:
- Fairy Genesia
- I'lang, I'lang
- Lady Lawyer
- White Blackbird
- Maria Tanner
- Red Rider
- New Dean
- Paying the Piper
- Varsity B. C.
- Reading Party
- Honorary Degree
- Socialist
- The Vegetarians
- Was il the Lobster?
- Cheeriol
- Cambridge
- On Zephyr's Wings
- Witchof the Wood
- Head-mistress, etc.